# Spiranthes itchetuckneensis
Spiranthes itchetuckneensis är en orkidéart som beskrevs av Paul Martin Brown. Spiranthes itchetuckneensis ingår i släktet skruvaxsläktet, och familjen orkidéer.
Artens utbredningsområde är Florida. Inga underarter finns listade i Catalogue of Life.